# Eagle Pass (British Columbia)
Eagle Pass (în traducere „Trecătoarea Vulturului”)  este situat la altitudinea de 550 m deasupra n.m. în masivul Rocky Mountains din Canada.  El traversează Gold Range din munții Monashee, provincia canadiană British Columbia. Pasul alcătuiește cumpăna apelor între  Columbia River și Fraser River cu Thompson River. Pasul a fost descoperit în anul  1865, de inginerul cartograf  Walter Moberly. Orașul cel mai apropiat este Revelstoke, el se află la 15 km est de trecătoare. Prin Eagle Pass trece calea ferată Canadian Pacific Railway, care a fost terminat la 7 noiembrie 1885, iar în anul 1962 s-a terminat magistrala Trans-Canada Highway.